# Dieter Villinger
 Dieter Villinger (* 1947 in Bad Bergzabern) ist ein deutscher Maler. Sein Werk besteht aus monochromen, meist großformatigen Bildern.

## Leben
Dieter Villinger studierte von 1968 bis 1971 Grafik an der Kunstgewerbeschule Basel und an der Werkkunstschule Darmstadt. Im Anschluss absolvierte er ein Malereistudium an der Akademie der Bildenden Künste in München und wurde Meisterschüler bei Günter Fruhtrunk. 1978–1999 erhielt Villinger zahlreiche Förderungs- und Aufenthaltsstipendien sowie Kunstpreise. 2000 bis 2001 realisierte er an der Fachhochschule Landshut die Installation Gelb.Blau. 2012 wurde Villinger in die Stiftung für Konkrete Kunst und Design Ingolstadt und in den Deutschen Künstlerbund aufgenommen. Dieter Villinger lebt und arbeitet in München.

## Werk
In seinem Œuvre untersucht Villinger die Art des Farbauftrags sowie die bewegte, reliefartige Oberfläche. Dabei arbeitet er mit einer Bürste und zähflüssigen Farbmasse, die von den Seitenrändern bis zur Mitte in die ungrundierte Leinwand eingearbeitet wird. Teilweise trägt Villinger so viel Farbe auf, dass diese durch die Schwerkraft in Bewegung gerät. Vertikale Farbverläufe entstehen und durchbrechen die horizontalen Bewegungsspuren. Der Malprozess bleibt auf der Leinwand sichtbar und veranschaulicht die Wirkkraft der Farbe, die sowohl Darstellungsmittel als auch Gegenstand der Darstellung ist.

## Preise und Stipendien
- 1978–1979 Postgraduiertenstipendium des Deutschen Akademischen Austauschdienstes (DAAD) nach New York City, NY
- 1980 Förderungsstipendium für Bildende Kunst der Stadt München
- 1980 Förderungspreis für Radierung der Stadt Salzburg
- 1982, 1985 Stipendium der Prinzregent-Luitpold-Stiftung, München
- 1985 Arbeitsstipendium der Stiftung Kunstfonds, Bonn
- 1989 Aufenthaltsstipendium Cité Internationale des Arts Paris durch den Freistaat Bayern
- 1989 Förderpreis für Bildende Kunst der Landeshauptstadt München
- 1989 Förderpreis für Malerei vom "Kulturkreis der Deutschen Wirtschaft im Bundesverband der Deutschen Industrie"
- 1992 Pfalzpreis für Bildende Kunst des Bezirksverband Pfalz, Kaiserslautern
- 1999 Kunstpreis '99 für Malerei der Sport-Toto GmbH Rheinland-Pfalz

## Öffentlicher Raum und Sammlungen
- Sammlung der Bundesrepublik Deutschland, Berlin
- Natalie und Irving Forman Collection, Buffalo AKG Art Museum, Buffalo, NY
- Museo Oscar Maria de Rojas, Cardenas, Matanzas
- Ege Kunst- und Kulturstiftung, Freiburg (Breisgau)
- Karl Ernst, Osthaus Museum Hagen
- Sammlung Dr. Andreas Dombret, Frankfurt am Main
- Museum für Konkrete Kunst, Ingolstadt
- Museum Pfalzgalerie Kaiserslautern
- Staatliche Kunsthalle Karlsruhe
- Hochschule Landshut
- Behnhaus, Lübeck
- Wilhelm-Hack-Museum, Ludwigshafen
- Kunstbestand Rheinland-Pfalz, Mainz
- Bayerische Staatsgemäldesammlungen, München
- Gasteig, München
- Postsparkasse, München
- Rechenzentrum der Stadtsparkasse, München
- Städtische Galerie im Lenbachhaus, München
- Münchner Stadtmuseum
- Clemens-Sels-Museum, Neuss
- Neues Museum, Staatliches Museum für Kunst und Design in Nürnberg
- Stiftung für konkrete Kunst, Reutlingen
- Daimler Kunstsammlung, Stuttgart
- Kunstsammlung Baden-Württemberg, Stuttgart
- Landesbank Baden-Württemberg, Stuttgart
- Sammlung IBM-Deutschland, Stuttgart
- Sammlung Robert Bosch GmbH, Stuttgart
- Daimler Forschungszentrum, Ulm